# Cyprus op de Olympische Zomerspelen 1996
Cyprus nam deel aan de Olympische Zomerspelen 1996 in Atlanta, Verenigde Staten. Er werden geen medailles gewonnen. Antonis Andeou bereikte wel met 121 punten de negende plek bij het schieten.

## Resultaten en deelnemers per onderdeel

### Atletiek
| Olympiër                                                                   | Discipline      | Resultaat | Prestatie                                                                       |
| -------------------------------------------------------------------------- | --------------- | --------- | ------------------------------------------------------------------------------- |
| Anninos Markoullidis                                                       | 100m (m)        | 15e       | serie 3: 2de in 10,26 kwartfinale 4: 3de in 10,23 halve finale 1: 8ste in 10,36 |
| Giannis Zisimidis                                                          | 100m (m)        | 39e       | serie 9: 3de in 10,32 kwartfinale 5: 8ste in 10,47                              |
| Anninos Markoullidis                                                       | 200m (m)        | 22e       | serie 3: 3de in 20,57 kwartfinale 3: 5de in 20,63                               |
| Euripidis Dimosthenous                                                     | 400m (m)        | 43e       | serie 5: 6de in 46,76                                                           |
| Prodromos Katsantonis                                                      | 110m horden (m) | 57e       | serie 6: 7de in 14,34                                                           |
| Loucas Spyrou Anninos Marcoullides Prodromos Katsantonis Yiannis Zisimides | 4x100m (m)      | 22e       | serie 5: 5de in 40,06                                                           |
| Ilias Louka                                                                | kogelstoten (m) | 24e       | kwalificatie groep A: 12de met 18,48m                                           |
| Mikhalis Louka                                                             | kogelstoten (m) | 28e       | kwalificatie groep B: 14de met 18,23m                                           |
|                                                                            |                 |           |                                                                                 |
| Dora Kyriakou                                                              | 200m (v)        | 39e       | serie 2: 7de in 23,85                                                           |
| Dora Kyriakou                                                              | 400m (v)        | 27e       | serie 1: 5de in 52,09 kwartfinale 1: 8ste in 52,26                              |

### Schietsport
| Olympiër            | Discipline | Resultaat | Prestatie                                  |
| ------------------- | ---------- | --------- | ------------------------------------------ |
| Antonis Andreou     | skeet (m)  | 7e        | kwalificatie: 7de met 121 punten (72-49)   |
| Khristos Kourtellas | skeet (m)  | 32e       | kwalificatie: 32ste met 117 punten (69-48) |
| Antonis Nikolaidis  | skeet (m)  | 26e       | kwalificatie: 26ste met 118 punten (69-49) |

### Worstelen
| Olympiër        | Discipline  | Resultaat   | Prestatie |
| Vrije stijl     | Vrije stijl | Vrije stijl | Vrije stijl |
| --------------- | ----------- | ----------- | --- |
| Arout Parsekian | -62kg (m)   | 10e         | 1ste ronde: V van KOR Jang: 2-5 herkansingen: W van RSA du Plessis: 3-1 herkansingen 2: W van ROU Mumjiev: 7-2 herkansingen 3: V van CAN Calder: 4-10 |

### Zeilen
| Olympiër                       | Discipline  | Resultaat | Prestatie                                      |
| ------------------------------ | ----------- | --------- | ---------------------------------------------- |
| Dimitrios Lappas               | mistral (m) | 32e       | 195 punten: (26-22-39-25-27-36-33-27-35)       |
| Petros Elton Nikolas Epifaniou | 470 (m)     | 31e       | 211 punten: (25-24-33-15-32-24-23-23-20-32-25) |

### Zwemmen
| Olympiër            | Discipline          | Resultaat | Prestatie                |
| ------------------- | ------------------- | --------- | ------------------------ |
| Stavros Mikhailidis | 50m vrije slag (m)  | 31e       | serie 5: 2de in 23,37    |
| Stavros Mikhailidis | 100m vrije slag (m) | 50e       | serie 3: 6de in 52,65    |
|                     |                     |           |                          |
| Marina Zarma        | 200m vrije slag (v) | 42e       | serie 1: 3de in 2.10,85  |
| Marina Zarma        | 400m vrije slag (v) | 39e       | serie 1: 8ste in 4.32,15 |

Afghanistan · Albanië · Algerije · Amerikaanse Maagdeneilanden · Amerikaans-Samoa · Andorra · Angola · Antigua‑Barbuda · Argentinië · Armenië · Aruba · Australië · Azerbeidzjan · Bahama's · Bahrein · Bangladesh · Barbados · België · Belize · Benin · Bermuda · Bhutan · Bolivia · Bosnië en Herzegovina · Botswana · Brazilië · Britse Maagdeneilanden · Brunei · Bulgarije · Burkina Faso · Burundi · Cambodja · Canada · Centraal-Afrikaanse Republiek · Chili · China · Chinees Taipei · Colombia · Comoren · Congo-Brazzaville · Cookeilanden · Costa Rica · Cuba · Cyprus · Denemarken · Djibouti · Dominica · Dominicaanse Republiek · Duitsland · Ecuador · Egypte · El Salvador · Equatoriaal-Guinea · Estland · Ethiopië · Fiji · Filipijnen · Finland · Frankrijk · Gabon · Gambia · Georgië · Ghana · Grenada · Griekenland · Groot-Brittannië · Guam · Guatemala · Guinee · Guinee-Bissau · Guyana · Haïti · Honduras · Hongarije · Hongkong · Ierland · IJsland · India · Indonesië · Irak · Iran · Israël · Italië · Ivoorkust · Jamaica · Japan · Jemen · Joegoslavië · Jordanië · Kaaimaneilanden · Kaapverdië · Kameroen · Kazachstan · Kenia · Kirgizië · Koeweit · Kroatië · Laos · Lesotho · Letland · Libanon · Liberia · Libië · Liechtenstein · Litouwen · Luxemburg ·  Macedonië · Madagaskar · Malawi · Malediven · Maleisië · Mali · Malta · Marokko · Mauritanië · Mauritius · Mexico · Moldavië · Monaco · Mongolië · Mozambique · Myanmar · Namibië · Nauru · Nederland · Nederlandse Antillen · Nepal · Nicaragua · Nieuw-Zeeland · Niger · Nigeria · Noord-Korea · Noorwegen · Oeganda · Oekraïne · Oezbekistan · Oman · Oostenrijk · Pakistan · Palestina · Panama · Papoea-Nieuw-Guinea · Paraguay · Peru · Polen · Portugal · Puerto Rico · Qatar · Roemenië · Rusland · Rwanda · Saint Kitts en Nevis · Saint Lucia · Saint Vincent en Grenadines · Salomonseilanden · Samoa · San Marino · Sao Tomé en Principe · Saoedi-Arabië · Senegal · Seychellen · Sierra Leone · Singapore · Slovenië · Slowakije · Soedan · Somalië · Spanje · Sri Lanka · Suriname · Swaziland · Syrië · Tadzjikistan · Tanzania · Thailand · Togo · Tonga · Trinidad en Tobago · Tsjaad · Tsjechië · Tunesië · Turkije · Turkmenistan · Uruguay · Vanuatu · Venezuela · Verenigde Arabische Emiraten · Verenigde Staten · Vietnam · Wit-Rusland · Zaïre · Zambia · Zimbabwe · Zuid-Afrika · Zuid-Korea · Zweden · Zwitserland